# NGC 1846
NGC 1846 là cụm sao cầu chứa hàng trăm ngàn ngôi sao trong quầng sáng ngoài Đám Mây Magellan Lớn. Nó được phát hiện vào ngày 6 tháng 11 năm 1826 bởi James Dunlop và được đưa vào Danh mục chung mới.